# Parazaona bucheri
Espèce
Parazaona bucheri est une espèce de pseudoscorpions de la famille des Chernetidae.

## Distribution
Cette espèce est endémique de la province de Tucumán en Argentine.

## Description
Les mâles mesurent de 2,2 à 2,3 mm et les femelles de 3 à 3,5 mm.

## Étymologie
Cette espèce est nommée en l'honneur d'Enrique Hugo Bucher.

## Publication originale
- Beier, 1967 : Zwei neue Chernetiden (Pseudoscorp.) von Argentinien. Annalen des Naturhistorischen Museums in Wien, vol. 70, p. 95-98 (texte intégral).